# Pablo Pallante
Pablo Antonio Pallante Mieres (Montevideo, Uruguay, 14 de febrero de 1979) es un futbolista uruguayo. Juega de lateral izquierdo y su actual equipo es el Cobresal de la Primera División de Chile.

## Clubes
| Club                 | País    | Año           |
| -------------------- | ------- | ------------- |
| Montevideo Wanderers | Uruguay | 1998          |
| River Plate          | Uruguay | 1999          |
| Deportivo Maldonado  | Uruguay | 2000 - 2002   |
| Plaza Colonia        | Uruguay | 2003 - 2004   |
| Cerro                | Uruguay | 2005 - 2006   |
| Grosseto             | Italia  | 2007-2008     |
| Cobresal             | Chile   | 2009-2013     |
| Villa Española       | Uruguay | 2014-presente |